# Rough Rock
Rough Rock (navaho Tséchʼízhí) és una concentració de població designada pel cens dels Estats Units a l'estat d'Arizona. Segons el cens del 2000 tenia 469 habitants.

## Demografia
Segons el cens del 2000, Rough Rock tenia 1300 habitants, 113 habitatges, i 89 famílies La densitat de població era de 14,1 habitants/km².
Dels 113 habitatges en un 50,4% hi vivien nens de menys de 18 anys, en un 54% hi vivien parelles casades, en un 18,6% dones solteres, i en un 21,2% no eren unitats familiars. En el 19,5% dels habitatges hi vivien persones soles el 4,4% de les quals corresponia a persones de 65 anys o més que vivien soles. El nombre mitjà de persones vivint en cada habitatge era de 4,15 i el nombre mitjà de persones que vivien en cada família era de 4,97.
Per edats la població es repartia de la següent manera: un 42,9% tenia menys de 18 anys, un 9,6% entre 18 i 24, un 26,4% entre 25 i 44, un 16,6% de 45 a 60 i un 4,5% 65 anys o més.
L'edat mediana era de 23 anys. Per cada 100 dones de 18 o més anys hi havia 90,1 homes.
La renda mediana per habitatge era de 26.172 $ i la renda mediana per família de 26.484 $. Els homes tenien una renda mediana de 28.068 $ mentre que les dones 11.346 $. La renda per capita de la població era de 6.741 $. Aproximadament el 23,7% de les famílies i el 29,8% de la població estaven per davall del llindar de pobresa.
Segons el cens dels Estats Units del 2010 el 96,16% són nadius americans i el 2,77% blancs.

## Poblacions més properes
El següent diagrama mostra les poblacions més properes.